# Rebecca Breeds
Rebecca Elizabeth Breeds (ur. 17 czerwca 1987 w Sydney) – australijska aktorka filmowa i telewizyjna, była aktorka dziecięca. Znana jest głównie z ról Cassie Cometti w serialu Na wysokiej fali, Ruby Buckton w operze mydlanej Zatoka serc, Aurory de Martel w serialu The Originals, a także z roli Nicole Gordon w szóstym i siódmym sezonie serialu Słodkie kłamstewka.

## Życie prywatne
Od stycznia 2013 jest żoną Luke’a Mitchella, z którym występowała w serialu Zatoka serc.

## Wybrana filmografia

### Seriale
- 2006–2008: Na wysokiej fali –
  - Tina (seria II),
  - Cassie Cometti (seria III)
- 2008–2012: Zatoka serc – Ruby Buckton
- 2013: We Are Men – Abby Russo
- 2015–2016: The Originals – Aurora de Martel
- 2015–2017: Słodkie kłamstewka – Nicole Gordon
- 2017: The Brave – Megan James
- 2019: The Code – Agentka NCIS Scout Manion
- 2021: Clarice — Clarise Starting[1]
- 2021–2022: Legacies – Aurora de Martel[1]